# 小胶杯耳
小胶杯耳（学名：Femsjonia minor）是属于花耳目花耳科胶杯耳属的一种真菌，生长在无皮朽木上。该种分布于中国。